# Way to heaven
way to heaven（ウエィ トゥ ヘブン）は、上戸彩の14枚目のシングルである。

## 解説
- 前作の「笑顔のままで」以来、約1年ぶりのシングルとなる。

## 収録曲
1. way to heaven
作詞:Shoko、作曲・編曲:平田祥一郎
2. 終わりにしよう
作詞:柚木美祐、作曲:大貫成一、編曲:Sin
3. 下北以上　原宿未満 French Bossa Version
作詞:藤井フミヤ、作曲:藤井フミヤ・佐橋佳幸、編曲:屋敷豪太
4. way to heaven -Instrumental-

## 初回限定版特典
- DVD「UETO AYA CLIPS COMPLETE 2002～2006」
- 通常サイズの写真集（これまでのジャケットのアウトテイク集）